# Synophis
Synophis – rodzaj węży z podrodziny ślimaczarzy (Dipsadinae) w rodzinie połozowatych (Colubridae).

## Zasięg występowania
Rodzaj obejmuje gatunki występujące w Kolumbii, Ekwadorze i Peru.

## Systematyka

### Etymologia
Synophis: gr. συν sun „wraz, razem”; οφις ophis, οφεως opheōs „wąż”.

### Podział systematyczny
Do rodzaju należą następujące gatunki:
- Synophis bicolor Peracca, 1896
- Synophis bogerti Torres-Carvajal, Echevarría, Venegas, Chávez & Camper, 2015
- Synophis calamitus Hillis, 1990
- Synophis insulomontanus Torres-Carvajal, Echevarría, Venegas, Chávez & Camper, 2015
- Synophis lasallei (Nicéforo-Maria, 1950)
- Synophis niceforomariae Pyron, Arteaga, Echevarría & Torres-Carvajal, 2016
- Synophis plectovertebralis Sheil & Grant, 2001
- Synophis zaheri Pyron, Guayasamin, Peñafiel, Bustamante & Arteaga, 2015
- Synophis zamora Torres-Carvajal, Echevarría, Venegas, Chávez & Camper, 2015